# Hundsdorf (Gemeinde Friesach)
Hundsdorf ist eine Ortschaft in der Gemeinde Friesach im Bezirk Sankt Veit an der Glan in Kärnten (Österreich). Die Ortschaft hat 4 Einwohner (Stand 1. Jänner 2024). Sie liegt auf dem Gebiet der Katastralgemeinde St. Salvator.

## Lage
Die Ortschaft liegt in den Metnitzer Alpen, etwa 2 ½ km westlich von St. Salvator, und etwa 150 bis 200 Höhenmeter über dem Talboden des Metnitztals.
Zur Ortschaft gehören drei Gehöfte: die Höfe Wirth (Haus Nr. 1) und Hofbauer (Nr. 3, daneben das ehemalige Haus Nr. 2) liegen nebeneinander auf etwa 920 m Höhe und sind über einen unbefestigten Weg sowohl von Osten, von St. Johann über Oberdorf I, als auch von Westen, aus dem Tal des Moserwinklbachs, erreichbar. Etwa 400 m südöstlich davon liegt auf ungefähr 850 m Höhe der Hof Lambauer (Nr. 5), der seine Zufahrt von Süden, von der Streusiedlung Staudachhof her, hat.

## Geschichte
Der Ort wird 1390 als Hunczdorf genannt.

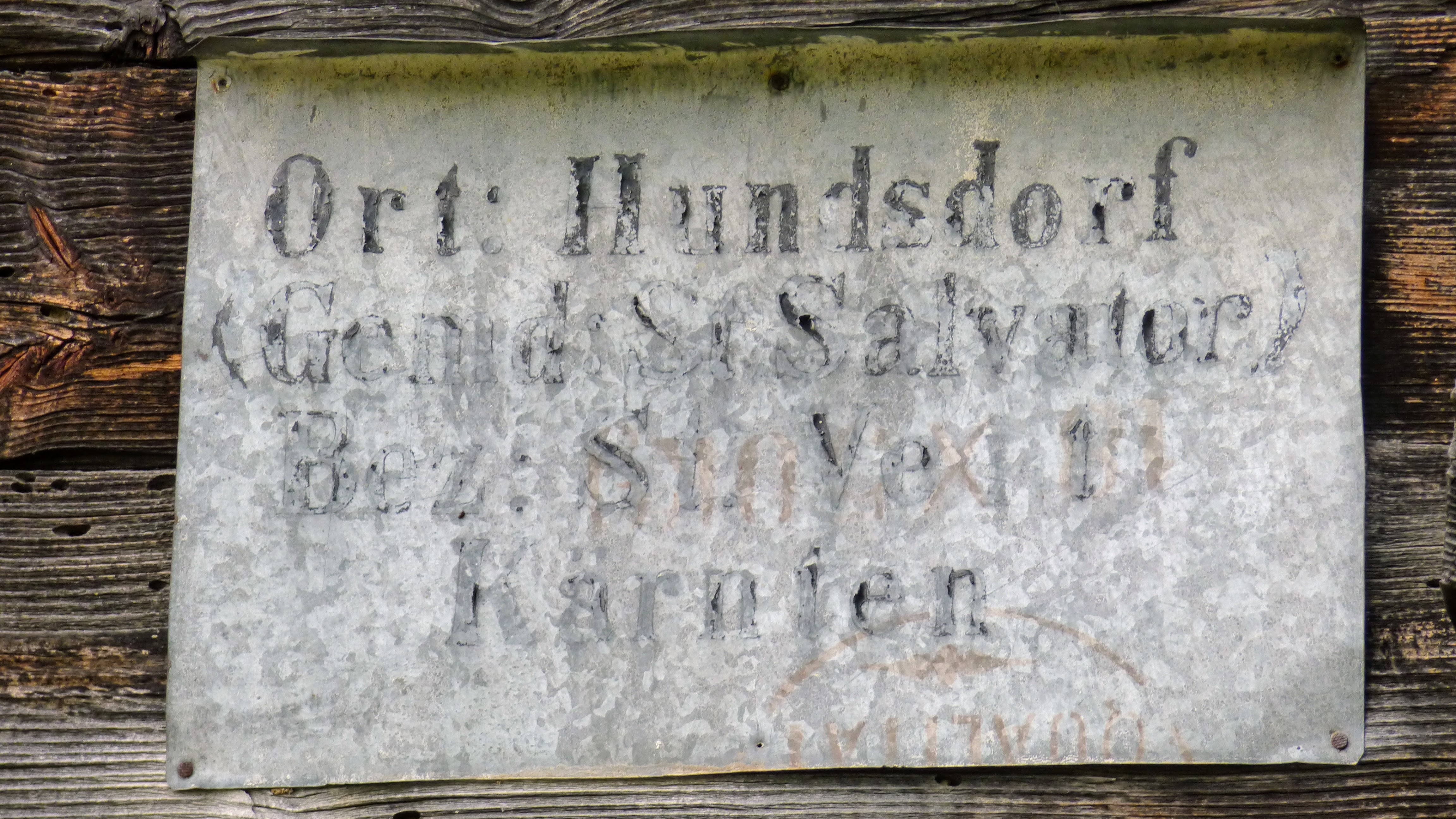
Ortschaftstafel Hundsdorf, damals Gemeinde St. Salvator

Auf dem Gebiet der Steuergemeinde St. Salvator liegend, gehörte Hundsdorf in der ersten Hälfte des 19. Jahrhunderts zum Steuerbezirk Dürnstein. Bei Gründung der Ortsgemeinden in Verbindung mit den Verwaltungsreformen Mitte des 19. Jahrhunderts kam Hundsdorf an die Gemeinde St. Salvator. Seit der Gemeindestrukturreform von 1973 gehört der Ort zur Gemeinde Friesach.

## Bevölkerungsentwicklung
Für die Ortschaft ermittelte man folgende Einwohnerzahlen:
- 1869: 7 Häuser, 39 Einwohner[2]
- 1880: 6 Häuser, 32 Einwohner[3]
- 1890: 5 Häuser, 36 Einwohner[4]
- 1900: 5 Häuser, 40 Einwohner[5]
- 1910: 6 Häuser, 30 Einwohner[6]
- 1923: 6 Häuser, 28 Einwohner[7]
- 1934: 26 Einwohner[8]
- 1961: 4 Häuser, 20 Einwohner[9]
- 2001: 3 Gebäude (davon 3 mit Hauptwohnsitz) mit 3 Wohnungen; 10 Einwohner und 0 Nebenwohnsitzfälle; 3 Haushalte; 0 Arbeitsstätten, 3 land- und forstwirtschaftliche Betriebe[10]
- 2011: 3 Gebäude, 6 Einwohner, 2 Haushalte, 0 Arbeitsstätten[11]
- 2021: 3 Gebäude, 5 Einwohner, 2 Haushalte, 1 Arbeitsstätte[12]

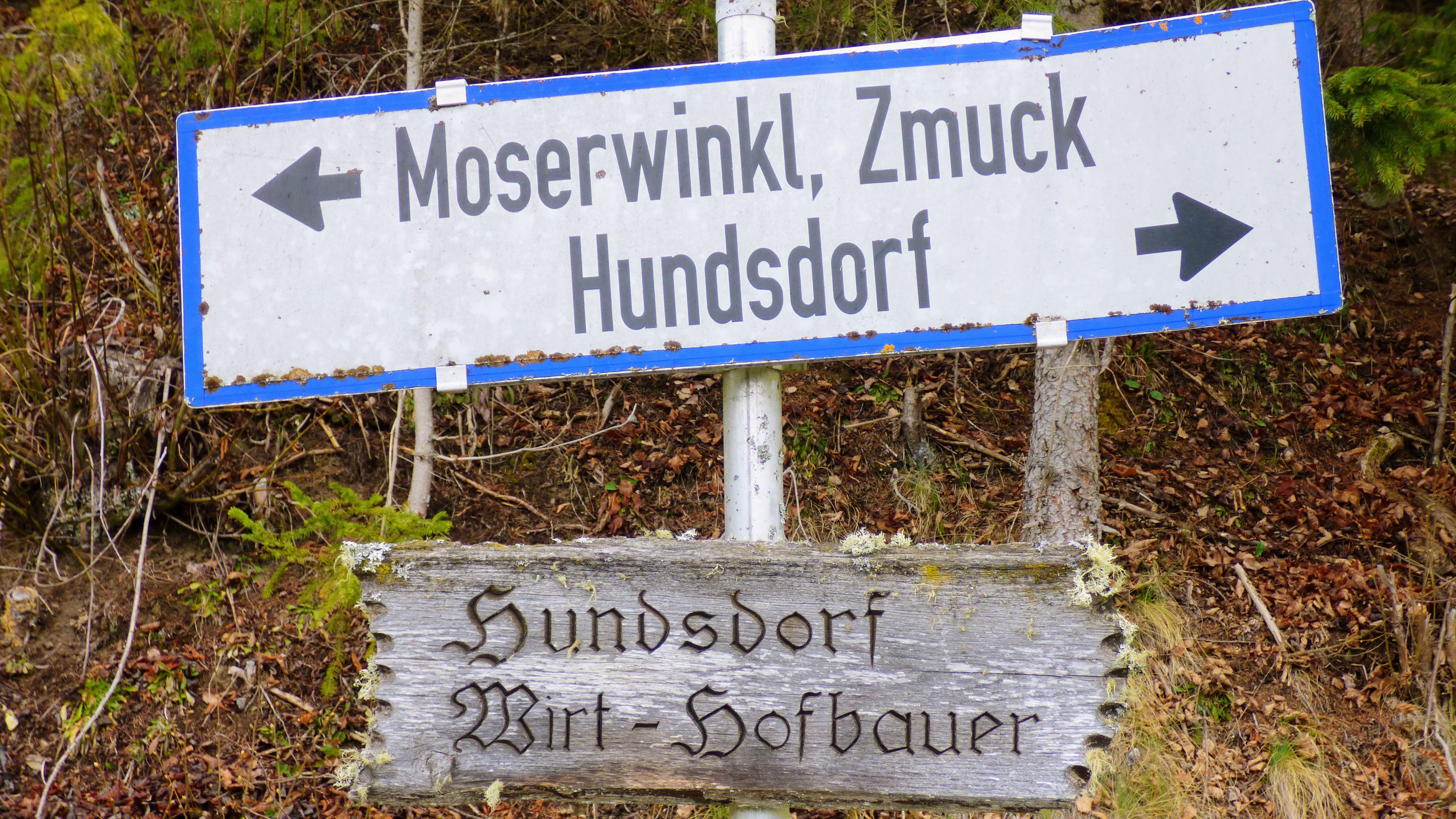
Hundsdorf Wegweiser
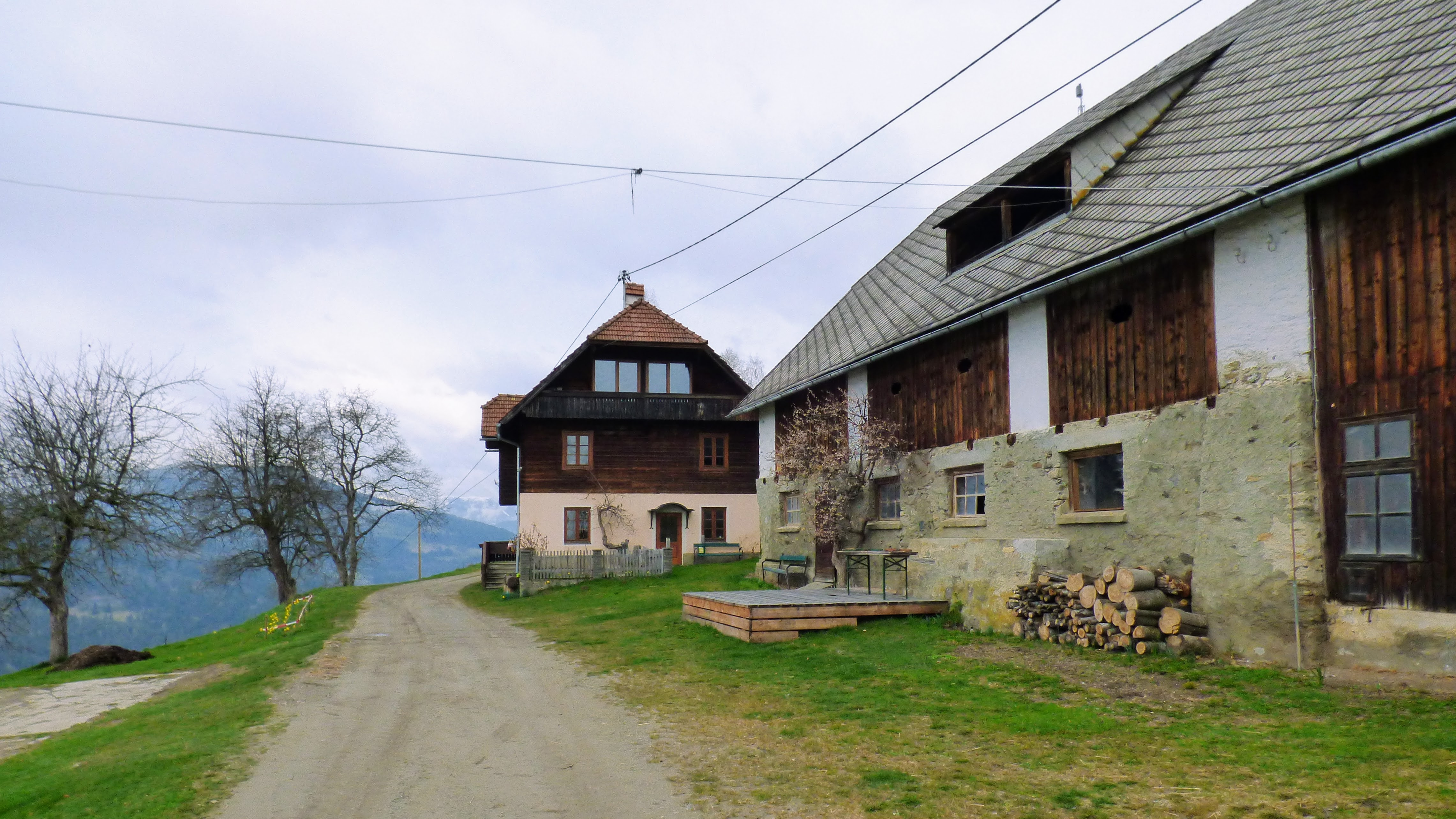
Nr. 1 Wirth
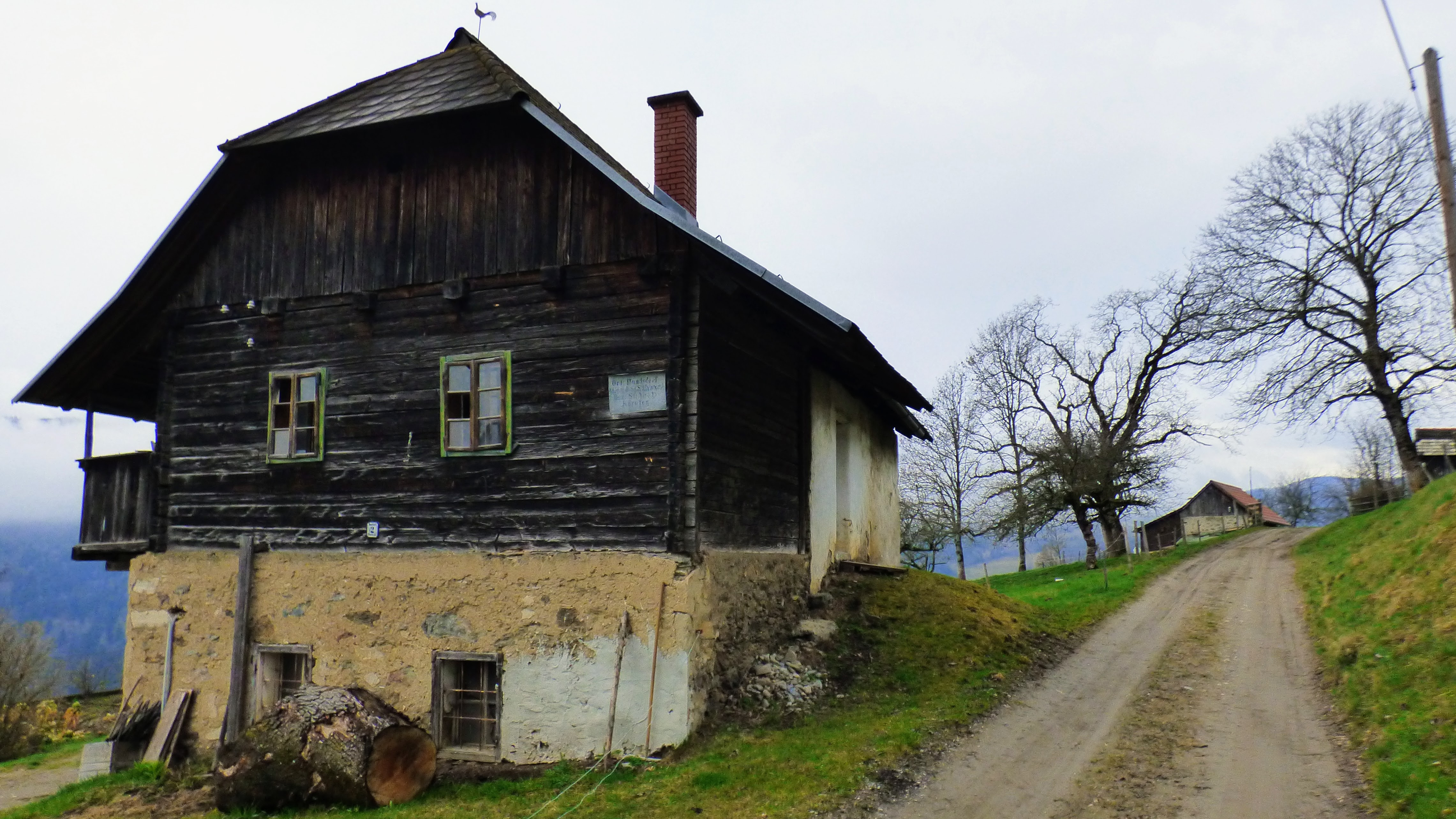
Nr. 2
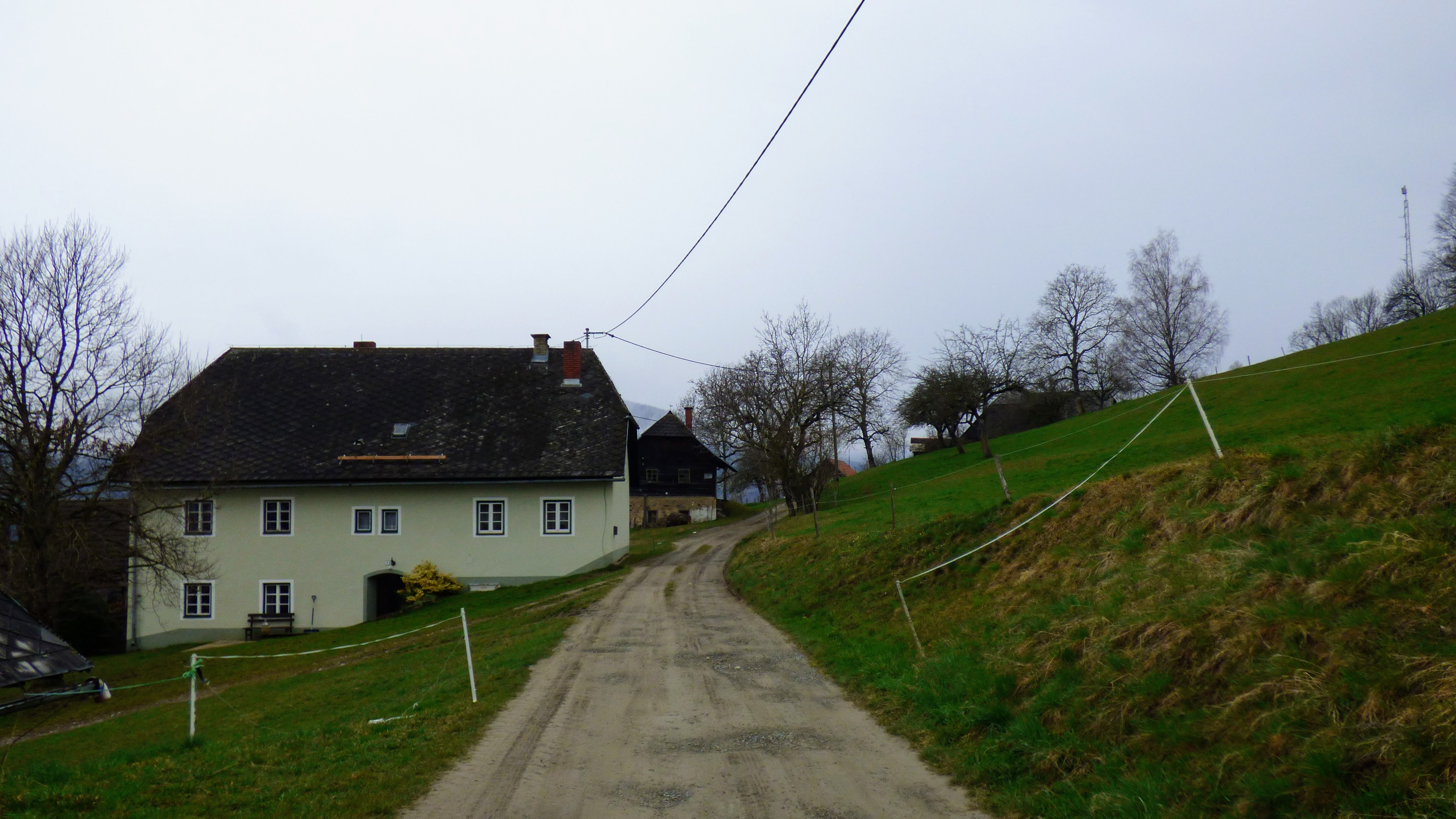
Nr. 3 Hofbauer
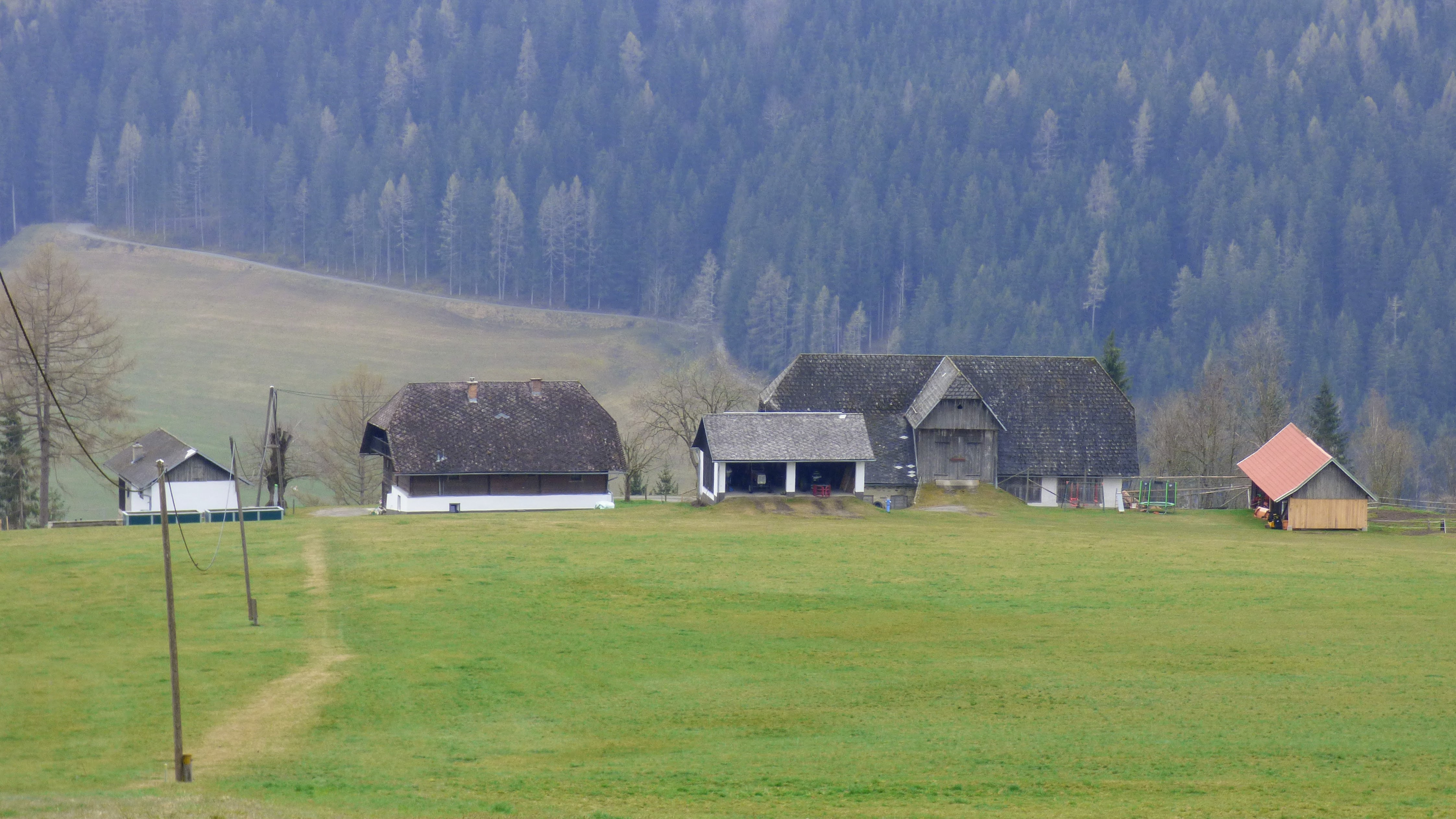
Nr. 5 Lambauer